# Kurt Hiller
Kurt Hiller Berlín, 17 d'agost de 1885 - Hamburg, 1 d'octubre de 1972) fou un escriptor, periodista i pacifista alemany de família jueva. Va lluitar tota la seva vida pel socialisme (basat en Schopenhauer i Hegel) per la pau i per les minories sexuals, la qual cosa li va comportar molts i poderosos enemics.

## Vida
Després de graduar-se amb honors a l'Askanisches Gymnasium de Berlín, Hiller Després va estudiar dret a la Universitat de Berlín amb Franz von Liszt i filosofia amb Georg Simmel, i breument a Friburg de Brisgòvia. A partir de 1904 fa amistat amb l'estudiant de medicina Arthur Kronfeld, que també estava molt interessat en la literatura, a través del qual coneix el filòsof de Göttingen Leonard Nelson En 1907 aconsegueix el doctorat en dret a Heidelberg amb la dissertació Das Recht über sich selbst (El dret sobre si mateix), per a la qual també va trobar un editor a la ciutat. A través de Kronfeld, Magnus Hirschfeld entrarà en contacte amb Hiller al juliol de 1908, que tindria com a conseqüència un compromís en els següents 25 anys d'aquest amb el Wissenschaftlich-humanitäres Komitee (WhK).

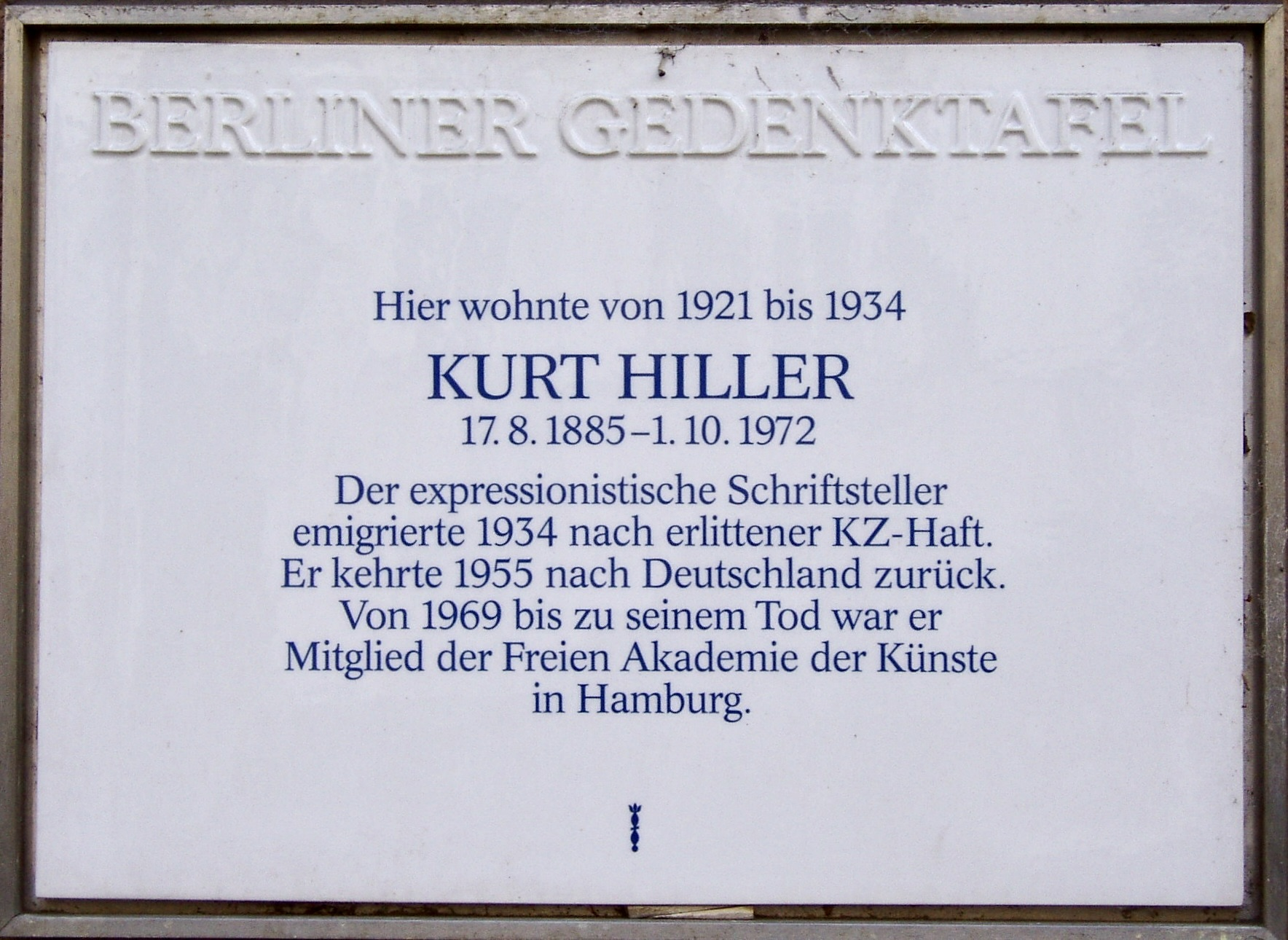
Placa recordatòria a Berlín per a Hiller, Berlín-Friedenau, Hähnelstraße 9.

A Berlín, Hiller va viure com a escriptor, u es va convertir en un dels pioners de la literatura expressionista. El 1909 va fundar amb Jakob van Hoddis el Der Neue Club , al qual aviat s'unirien Georg Heym i Ernst Blass, amb els quals, ajudat per artistes més coneguts com a Tilla Durieux, Else Lasker-Schüler i Karl Schmidt-Rottluff, forma l'anomenat «cabaret neopatètic» (Neopathetisches Cabaret). Després retirar-se del Club, funda amb Blass el cabaret literari GNU. Per a les revistes Pan i Der Sturm va escriure nombrosos articles, de la mateixa manera que per a Die Aktion de Franz Pfemfert, en la creació de la qual havia col·laborat. Després que Hiller - possiblement a través de la mediació de Kronfelds, que des de 1908 vivia a Heidelberg - hagués presentat Die Jüngst Berliner (els joves berlinesos) al diari local de Heidelberg, el Heidelberger Zeitung, al suplement de literatura i ciències, va publicar el 1912, amb l'Editorial Heidelberger de Richard Weissbach la primera antologia de poesia expressionista Der Kondor (El còndor).
A la Revolució de Novembre intenta influir en la política a través de la seva Politischer Rat geistiger Arbeiter (Junta política dels treballadors intel·lectuals). Aquest compromís tenia com a base el seu ideal de «logocràcia», en oposició a la democràcia, que - reprenent la idea platònica del rei filòsof - donava el domini polític a l'elit intel·lectual.
En 1919 Kurt Hiller funda juntament amb Helene Stöcker i Armin T. Wegner la Bund der Kriegsdienstgegner (BdK; Unió dels opositors a la guerra). El 1920 s'inscriu a la Deutsche Friedensgesellschaft (DFG; Societat alemanya per a la pau), en què se situava ideològicament en l'ala esquerra. A la DFG avança la posició que el moviment ha d'orientar-se cap a la Unió Soviètica, tot i que critica fortament el leninisme. A causa que la majoria es va mantenir orientada cap a la demòcrata i burgesa França, es va arribar a importants conflictes a la DFG, que van arribar al seu extrem quan Hiller va acusar els pacifistes burgesos Friedrich Wilhelm Foerster i Fritz Küster, a pamflets comunistes, d'estar al servei de França - una acusació que va donar no poca munició als nombrosos enemics de la DFG. Carl von Ossietzky va comentar a l'octubre de 1924 a la revista Das Tage-Buch:
| « | El que es fa en el camp pacifista de la vilificació i la justificació de l'heretgia, fins i tot per a les proporcions alemanyes és excessiu. […] El superintendent d'aquesta institució pacifista és el senyor Kurt Hiller. | » |

Hiller va fundar en 1926 el Gruppe Revolutionärer Pazifisten (Grup dels pacifistes revolucionaris), amb el qual, dins el DFG, va intentar sense èxit augmentar la seva influència. Hiller defensava una societat nova, lliure de violència i justa, per a la creació caldria superar el capitalisme, un fi per al qual el pacifista radical no descartava la violència «progressista».
Les persones pròximes a Hiller es van trobar també amb altres contradiccions. Ja a finals de 1918 trenca la seva amistat amb Siegfried Jacobsohn, l'editor de Weltbühne, en què Hiller havia publicat amb regularitat des de 1915, de manera que la col·laboració editorial s'interrompria durant els següents 6 anys. L'incident va ser provocat pel text publicat per Jacobsohn en la secció de «Respostes» del 12 de desembre de 1918, titulat Kurt Hiller. El 1924 Hiller va tornar a publicar a Weltbühne; però la relació no seria lliure de tensions. Per exemple, Jacobsohn es queixava el 1926 en una carta a Kurt Tucholsky:
| « | Em fa l'efecte que la meva relació amb "Kurtet" Hiller no durarà pas gaire. No es pot dir què fa aquest pobre homosaxó amb cartes plenes d'histèria, paranoia, vanitat, sensibilitat, arrogància i mal gust. | » |

A principis d'aquest mateix any, Hiller va publicar a Weltbühne la seva sorprenent admiració pel «poderósMussolini». Del Duce li fascina l'agosarada estètica de les seves aparicions públiques i, sobretot, la seva poderosa assertivitat política, que no tenia res a veure amb la política de compromís, sovint dura, de la República de Weimar:
| « | Democràcia significa: el govern de tota majoria empírica; Qui pot negar que la majoria del poble italià ha estat durant molt de temps lleial amb Mussolini? […] Mussolini, es veu d'una hora lluny, no és un cafre, ni un rondinaire, ni un amargat, com ho són la major part de les personalitats dels partits i socialistes burgesos de l'esquerra de França i Alemanya i altres països del continent; té cultura. […] Si l'examino acuradament, Mussolini, la política del qual no puc aprovar com a alemany, pacifista ni socialista, és tan simpàtic per a mi com un tipus formal d'estadista perquè és tot el contrari d'un repressor. M'estimo més un paio elegant, mundà, enèrgic, esportista, renaixentista, intel·lectual, però amb un contingut moderadament reaccionari, que no pas un amargat moderat d'esquerres, que al cap i a la fi no és capaç de produir res. . | » |

L'any següent se'n burlava de la següent manera: «El feixisme té almenys vi a la sang, el republicanisme alemany, cervesa». » Malgrat tota la fascinació, no exempta de crítica, que li produeix Mussolini, poc després va donar suport al Partit Comunista d'Alemanya (KPD) en les eleccions al parlament. Desil·lusionat amb el Partit Socialista (SPD), al qual feia costat anteriorment, va escriure al maig de 1928 a Weltbühne que ara caldrà, malgrat tot «mossegar la poma comunista ... és amargant, però sucosa. »
A Weltbühne sorprenia una vegada i una altra amb anàlisis i judicis no dogmàtics - també sobre el «nou nacionalisme». En text aparegut el 20 de setembre de 1927 Franz Schauwecker comenta: el nou nacionalisme no pot tenir la voluntat de violar una nació estrangera. El comentari de Hiller:
| « | "Escolteu! Qui de nosaltres demana més? No diuen els pacifistes a tot arreu el mateix en altres paraules? No entra això en clara contradicció amb el que, fins al 1918, volien els Alldeutscheue, el Partit de la Pàtria, a favor de l'annexió, des d'Erich Ludendorff a Georg Bernhard?? | » |

El 1932 es preguntava al seu article Linke Leute von rechts (Gent a tort i a dret)sobre revolucionaris nacionalistes com Karl Otto Paetel i Otto Strasser:
| « | 'Esquerres','dretes': aquesta distinció és cada vegada més estúpida. Qui més sortirà amb ella? […] Qui val més, un comunista no pensador o un nacionalista que pensa per si mateix? | » |

També són notables les anàlisis de les causes de l'èxit del nacionalsocialisme a Weltbühne el 23 i 30 d'agost de 1935:
| « | El fet que a la Alemanya de la postguerra, s'hagi escampat un ambient nacionalista, com un sentiment que s'irradia intensament i s'estengui en la racionalitat política, i fins i tot entre els pobres, de forma més conscient i viva que mai, cal atribuir-lo indiscutiblement al contingut venjatiu de la pau de Versalles [...]. El nacionalisme alemany, en la seva mesura, és conseqüència del francès i, per tant, no menys legítim […] El colossal èxit nacionalsocialista és, entre altres coses, un producte d'una decepció colossal i justificada. | » |

Després que Hirschfeld dimitís, a causa de desavinences internes sobre l'estratègia futura, el 24 de novembre, de la presidència del Comitè Científic Humanitari, Hiller va ser elegit vicepresident, lloc en el qual romandria fins a la dissolució del Comitè.
Després de la presa del poder de  Hitler, Hiller, que era especialment odiat pel fet de ser pacifista, socialista, jueu i homosexual, va ser detingut tres vegades, enviat als camps de concentració de Columbia -Haus, Brandenburg i Oranienburg i greument maltractat. Després del seu alliberament en 1934, que va ser conseqüència d'una recomanació des d'altes esferes,va fugir a Praga i el 1938 a Londres. En l'exili va fundar la Freiheitsbund Deutscher Sozialisten (Federació lliure de socialistes alemanys) i el Gruppe Unabhängiger Deutscher Autoren (Grup d'autors alemanys independents). A més, va editar a Praga, juntament amb el revolucionari nacionalista Otto Strasser, la Prager Erklärung (Declaració de Praga), un manifest contra la Alemanya feixista nazi.
Quan Hans Giese va voler refundar el 1949 el Comitè científic humanitari i finalment va fundar la Gesellschaft für Reform des Sexualstrafrechts (Societat per la reforma del dret penal sexual), Hiller va col·laborar amb ell uns mesos. En 1955 Hiller va tornar a Alemanya, es va establir a Hamburg i intentà, el 1962, refundar el Comitè Científic Humanitari. No obstant això, va romandre aïllat en el seu intent i va fracassar. També va fundar - en gran part sense èxit - una Neusozialistischen Bund ("Federació neosocialista") i algunes revistes independents (com ara Lynx). La declaració de la Federació neosocialista contra la guerra d'agressió va rebre el suport, entre d'altres, d'Ossip K. Flechtheim, Karlheinz Deschner i Martin Niemöller. A la revista suïssa Der Kreis, Hiller va publicar una dotzena de poemes i altres tants articles, gairebé tots sota el pseudònim anagramàtic Keith Llurr.
Kurt Hiller va ser guardonat amb el Premi de la Crítica Alemanya el 1955.

## Memòria

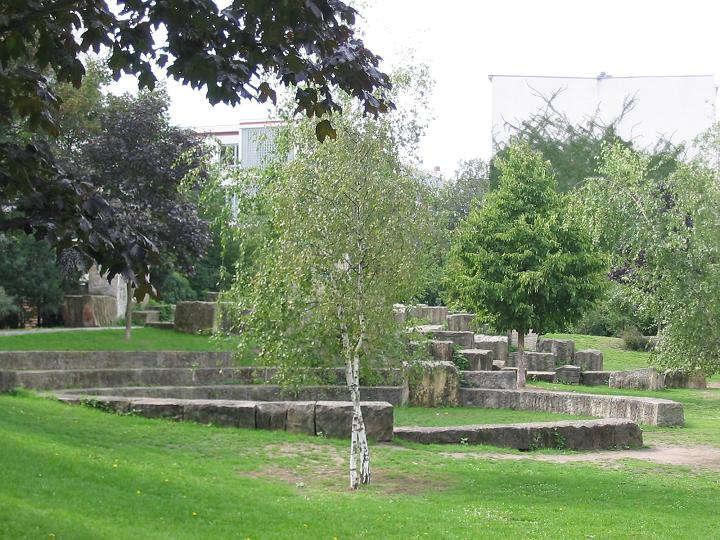
Parc de Kurt Hiller, a Berlín - Schöneberg.

Des de finals del 2000, el parc Kurt Hiller al barri berlinès de Schöneberg, a la Grunewaldstraße prop de l'estació de metro Kleistpark, recorda l'autor. Una petita zona verda amb dues pistes per jugar a la petanca, un parc infantil i una pista de bàsquet formen el conjunt. El parc i les escultures de pedra haurien de recordar, segons una inscripció a la placa del nom del carrer, al cofundador del moviment pels drets civils dels homosexuals. A causa que és l'única inscripció del parc, la Societat Hiller ha comentat irònicament sobre les escultures de pedra: La interpretació d'aquests blocs de pedra en relació amb l'obra d'Hiller trigarà anys

## Obra
Pseudònims

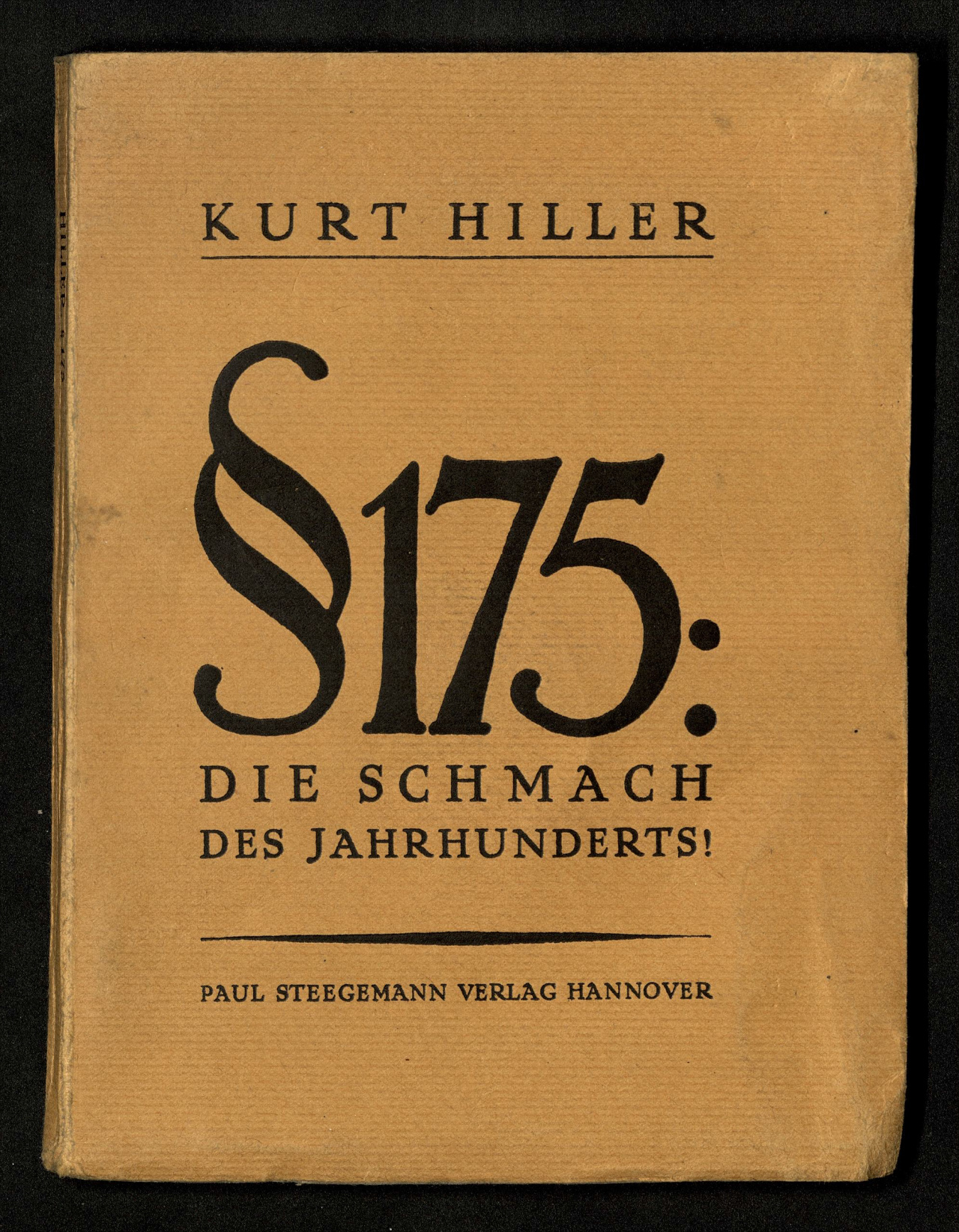
Kurt Hiller va publicar el 1922 una col·lecció d'assaigs contra el paràgraf 175.

Per a les seves publicacions, Kurt Hiller va utilitzar aquests pseudònims: Gorgias, Gorilla, Keith, Klirr, Llurr, Lynx, Prospero, Rehruk, Syn, Till i Torral.
Autor
- 1908: Das Recht über sich selbst. Eine strafrechtsphilosophische Studie. (Conté al capítol 1-5 la dissertació jurídica de Hiller Die kriminalistische Bedeutung des Selbstmordes.) Winter, Heidelberg.
  - Reimpressió: Bockel, Hamburg 2007, ISBN 978-3-932696-73-2.
- 1911: Gegen "Lyrik". A: Der Sturm, núm. 52, S. 414–415.
- 1913: Die Weisheit der Langenweile. Eine Zeit- und Streitschrift.  2 volums. Kurt Wolff, Leipzig.
  - Reimpressió: Kraus, Nendeln 1973.
- 1918: Unnennbar Brudertum. Verse 1904–1917. Verlag Der Kentauer, Wolgast 1918.
- 1920: Geist werde Herr. Kundgebungen eines Aktivisten vor, in und nach dem Kriege. Berlín.
  - Reprint: Kraus, Nendeln 1974.
- 1920: Logokratie oder Ein Weltbund des Geistes. a: Das Ziel. Viertes der Ziel-Jahrbücher. Kurt Wolff, Múnic.
  - Impressió separada: Der Neue Geist Verlag, Leipzig 1921.
- 1922: § 175: Die Schmach des Jahrhunderts! Steegemann, Hannover.
- 1922: Der Aufbruch zum Paradies. Aforismes. Kurt Wolff, Múnic.
- 1925: Verwirklichung des Geistes im Staat. Beiträge zu einem System des logokratischen Aktivismus. Oldenburg, Leipzig.
- 1932: Der Sprung ins Helle. Discursos, lletres obertes, diàlegs, assaigs, tesis, fullets de guerra, clergat i capitalisme. Lindner, Leipzig.
- 1938: Der Unnennbare. Versos 1918–1937. Yangschudau-Werkstatt der Unnennbare : Versos 1918–1937. Pequin
- 1938: Profile. Prosa aus einem Jahrzehnt. Prosa d'una dècada. Editions Nouvelles Internationales, París.
- 1945: Theses on the re-establishment of university life in Germany : written for the 1945 summer conference of the International Student Service. Lliga de la llibertat dels socialistes alemanys, Londres 1945
- 1945: Thesen zur Außenpolitik. Lliga de la llibertat dels socialistes alemanys, Londres 1945
- 1950: Köpfe und Tröpfe. Profile aus einem Vierteljahrhundert. Rowohlt, Stuttgart i Hamburg.
- 1951: Rote Ritter. Erlebnisse mit deutschen Kommunisten. Ruhr, Gelsenkirchen.
  - Reimpressió: Mytze i Klaussner, Berlin i Fürth 1980.
- 1952: Der Aufbruch zum Paradies. Ein Thesenbuch, Desch, Múnic.
- 1957: Hirn- und Haßgedichte aus einem halben Jahrhundert. Impressió privada a la casa editorial de Hans Christians Verlag, Hamburg.
- 1966: Ratioaktiv. Reden 1914–1964. Ein Buch der Rechenschaft. Limes, Wiesbaden.
- 1969: Leben gegen die Zeit. Band 1: Logos. Autobiografia. Rowohlt, Reinbek d'Hamburg.

Editor
- 1912: Der Kondor. Versos d'Ernst Blass, Max Brod, Arthur Drey, Salomo Friedländer, Herbert Grossberger, Ferdinand Hardekopf, Georg Heym, Kurt Hiller, Arthur Kronfeld, Else Lasker-Schüler, Ludwig Rubiner, René Schickele, Franz Werfel, Paul Zech. Editor Richard Weissbach, Heidelberg 1912.
  - Reimpressió de Silver & Goldstein, Berlín 1989. Amb un epíleg de Paul Raabe. ISBN 3-927463-05-1.
- 1915: Das Ziel. Aufrufe zu tätigem Geist. Primer dels anuaris objectiu (prohibit per la censura. Georg Müller, Múnic i Berlín. En línia a archive.org
- 1918: Tätiger Geist! Segon dels anuaris objectiu (prohibit per la censura). Georg Müller, Múnic i Berlín.
- 1919: Das Ziel. Drittes der Ziel-Jahrbücher. Kurt Wolff, Múnic.
- 1920: Das Ziel. Viertes der Ziel-Jahrbücher. Kurt Wolff, Múnic.
- 1924: Das Ziel. Fünftes der Ziel-Jahrbücher. Ziel-Verlag Literaria, Leipzig i Viena.
- 1945: After Nazism – democracy? – a symposium. Per quatre germans: – Eugen M. Brehm; Hans Jaeger; Walter D. Schultz; Kurt Hiller; Editorial Drummond, Londres 1945

Pòstumes
- 1973: Leben gegen die Zeit. Band 2: Eros. Autobiografia, ed. per Horst HW Müller. Rowohlt, Reinbek, prop d'Hamburg.
- 1980: K.H. an K.H. 81 Briefe an einen Freund. Hrsg. von Martin Klaußner u. Klaus Hübotter. Klaußner, Fürth 1980.
- 1981: Pazifismus der Tat – revolutionärer Pazifismus. Editorial AHDE, Berlín ISBN 3-8136-0025-4.
- 2009: Zwischen den Kriegen. Werner Riegel, Klaus Rainer Röhl i Peter Rühmkorf – Correspondència amb Kurt Hiller 1953-1971. Editat per Rüdiger Schütt. Text d'edició + crítica. Múnic. ISBN 978-3-88377-997-3.
- 2011: "Ich glaube, wir verstehn uns". Klaus Mann und Kurt Hiller – Weggefährten im Exil. Briefwechsel 1933–1948. Editat per Rüdiger Schütt. Text d'edició + crítica. Múnic. ISBN 978-3-86916-112-9.